# Coordonnées astrométriques
En astronomie, les coordonnées astrométriques sont les coordonnées apparentes rapportées à l'équateur et l'écliptique moyens d'une époque T donnée, auxquelles on soustrait l'effet de la nutation. Elles sont donc rapportées à l'équateur et l'équinoxe moyens de l'époque T.

## Principe
Les catalogues d'étoiles donnent habituellement les coordonnées astrométriques des étoiles. Celles-ci sont les coordonnées moyennes à une époque T fixée. Si l'on désire connaître les coordonnées vraies à une autre époque, il est impératif de corriger les coordonnées moyennes en tenant compte de l'effet de la précession sur la durée écoulée entre les deux époques. Il suffira ensuite de reprendre les coordonnées obtenues et de leur ajouter l'effet de la nutation[réf. souhaitée].